# Sajna Wielka
Sajna Wielka (deutsch Groß Schrankheim, 1928 bis 1945 Schrankheim) ist ein Dorf in der polnischen Woiwodschaft Ermland-Masuren. Es gehört zur Gmina Korsze (Stadt- und Landgemeinde Korschen) im Powiat Kętrzyński (Kreis Rastenburg).

## Geographische Lage
Sajna Wielka liegt in der nördlichen Mitte der Woiwodschaft Ermland-Masuren an der Westseite des Flüsschens Zaine (polnisch Sajna), 23 Kilometer nordwestlich der Kreisstadt Kętrzyn (deutsch Rastenburg).

## Geschichte
Groß Schrankheim wurde vor 1410 gegründet. Die kleine Gemeinde kam 1874 zum neu errichteten Amtsbezirk Glaubitten (polnisch Głowbity) im Kreis Rastenburg im Regierungsbezirk Königsberg in der preußischen Provinz Ostpreußen. Im Jahre 1910 zählte Groß Schrankheim 64 Einwohner.
Am 30. September 1928 schloss sich die Landgemeinde Groß Schrankheim mit den Gutsbezirken Klein Schrankheim (polnisch Sajna Mała) und Wormen (polnisch Studzieniec) zur neuen Landgemeinde Schrankheim zusammen. Die Zahl der Einwohner erreichte 1933 bereits 286 und stieg bis 1939 auf 321.
Als 1945 in Kriegsfolge das gesamte südliche Ostpreußen an Polen überstellt wurde, war auch die Gemeinde Schrankheim davon betroffen. Der Ort erhielt die polnische Namensform „Sajna Wielka“ und ist heute eine Ortschaft im Verbund der Stadt- und Landgemeinde Korsze (Korschen) im Powiat Kętrzyński (Kreis Rastenburg), bis 1998 der Woiwodschaft Olsztyn, seither der Woiwodschaft Ermland-Masuren zugehörig. Sajna Wielka zählte im Jahre 2011 insgesamt 64 Einwohner.

## Kirche
Bis 1945 war Groß Schrankheim resp. Schrankheim in die evangelische Kirche Leunenburg (polnisch Sątoczno) in der Kirchenprovinz Ostpreußen der Kirche der Altpreußischen Union sowie in die katholische Kirche Sturmhübel (polnisch Grzęda) im Bistum Ermland eingepfarrt.
Heute gehört Sajna Wielka katholischerseits zur Pfarrei Sątoczno im jetzigen Erzbistum Ermland und evangelischerseits zur Pfarrei Kętrzyn (Rastenburg) mit den Filialkirchen Barciany (Barten) und Bartoszyce (Bartenstein) in der Diözese Masuren der Evangelisch-Augsburgischen Kirche in Polen.

## Verkehr
Sajna Wielka ist auf einer Nebenstraße zu erreichen, die von Dłużec Wielki (Groß Langwalde) über Sajna Mała (Klein Schrankheim) hierher führt. Bis zur Einstellung des Passagierverkehrs auf der Bahnstrecke Głomno–Białystok im Jahre 2002 war Studzieniec (Wormen) die nächste Bahnstation. Personenbeförderung geschieht jetzt nur noch von und nach Korsze (Korschen).